# Mineralogisch-paleontologisch Museum Stamatiadis

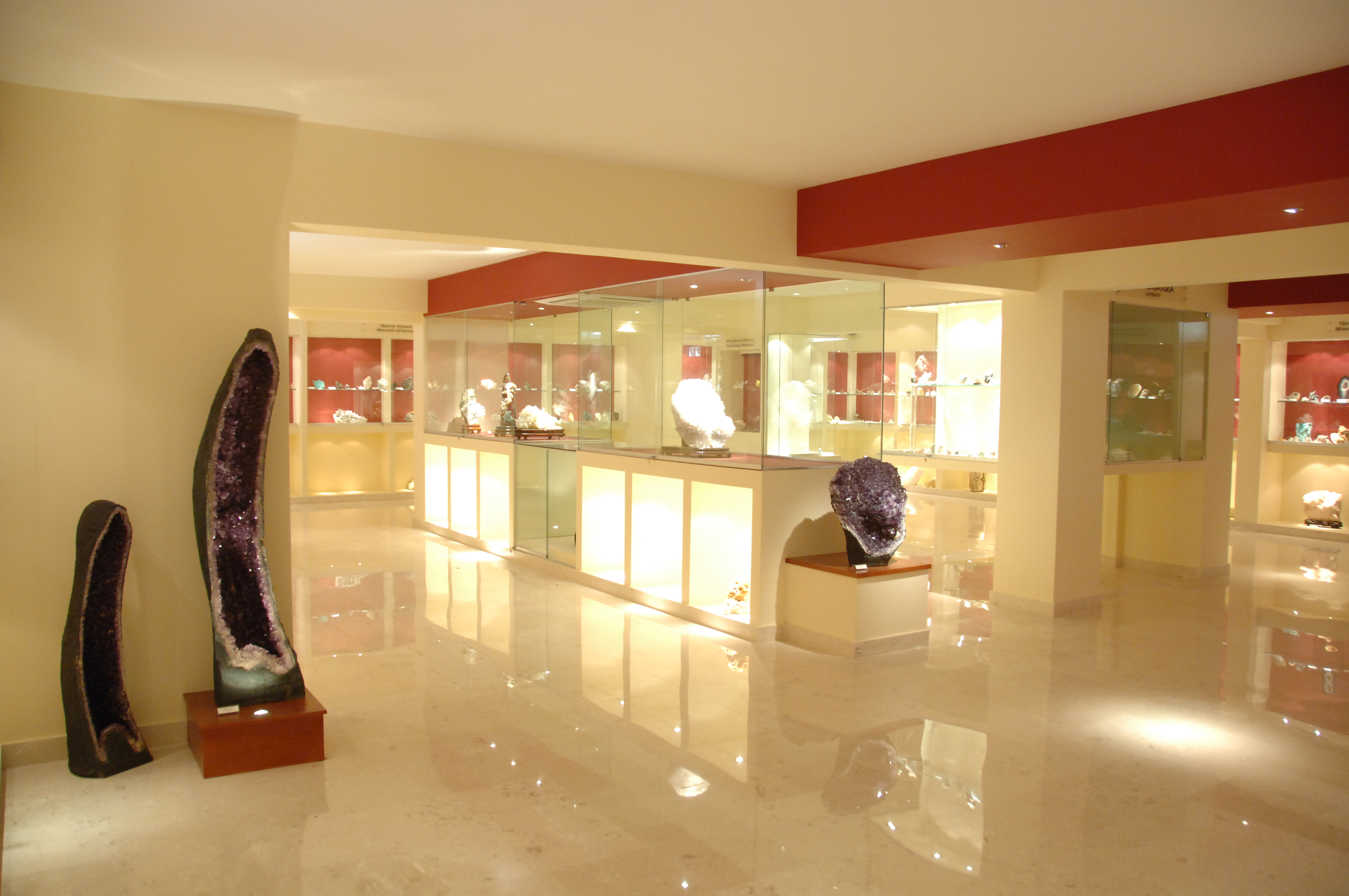
Museum Stamatiadis

Het Mineralogisch-paleontologisch Museum Stamatiadis (Grieks: Μουσείο Σταματιάδη Ορυκτολογίας και Παλαιοντολογίας, Mouseio Stamatiadi Oriktologias kai Palaiontologias) bevindt zich op het Griekse eiland Rhodos.
Het museum werd opgericht in 2008 door Polichronis Stamatiadis. Het betreft een mineralogisch-paleontologisch museum dat zich in het stadje Ialyssos te Rhodos bevindt. In het museum zijn diverse mineralen, edelstenen en fossielen te bezichtigen. In de 300 m² museumruimte zijn diverse collecties te zien van mineralen en fossielen die over de hele wereld zijn verzameld.
De grootste collecties zijn:
- Mineralen en fossielen uit Rhodos, Griekenland
- Mineralen en fossielen uit Lavrion, Griekenland
- Mineralen en fossielen uit de gehele wereld (uitgebreide collectie van diverse mineralen en fossielen)